# Philippe de Champaigne

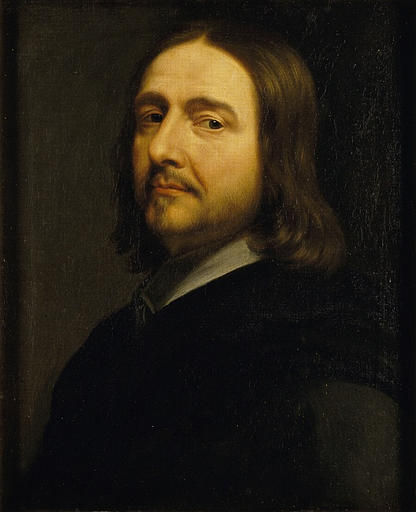
Zelfportret (17e-eeuwse kopie naar verloren origineel)

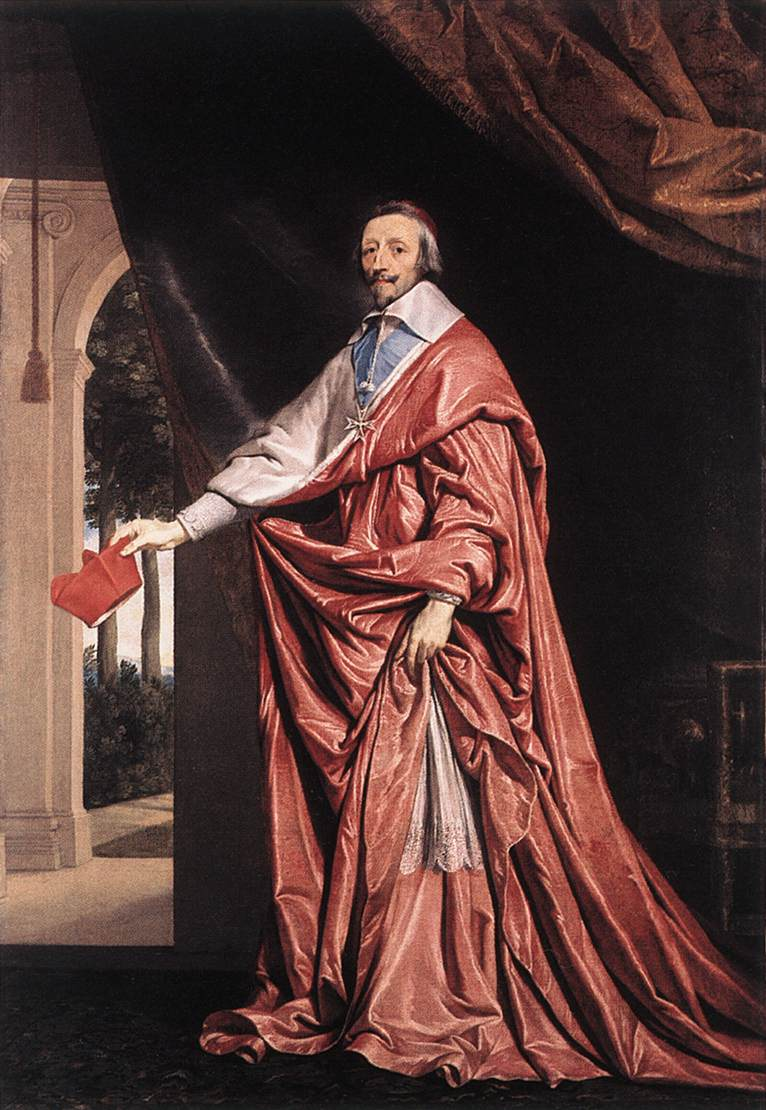
Kardinaal de Richelieu met cappa magna

Philippe de Champaigne (Brussel, 26 mei 1602 - Parijs, 12 augustus 1674) was een Zuid-Nederlands barokschilder uit de Franse school.
Hij werd geboren in een arme familie te Brussel, maar verhuisde in 1621 naar Parijs, waar hij met Nicolas Poussin werkte aan de decoratie van het Palais du Luxembourg onder leiding van Nicolas Duchesne, met wiens dochter hij trouwde. Toen Duchesne in 1628 overleed, nam Champaigne zijn positie over als schilder voor Maria de' Medici, de moeder van de jeugdige koning Lodewijk XIII.
Champaignes vroege oeuvre stond onder invloed van Rubens, maar later werd zijn stijl statiger en eenvoudiger. Champaigne was zeer populair in de hogere kringen; zo was hij de enige die kardinaal Richelieu mocht schilderen, van wie hij elf portretten maakte. Later was hij een der oprichters van de Académie royale de peinture et de sculpture (1648).
In de laatste 25 jaar van zijn leven werd hij een aanhanger van het Jansenisme. Hij voerde ook enkele grote opdrachten uit voor Port-Royal-des-Champs, het centrum van deze vrome beweging. Naast zijn vele portretten heeft Champaigne ook een groot religieus oeuvre nagelaten, waaronder een bekend ex voto van zijn dochter. Hij wordt gezien als een van de vaders van het Academisme. Een paar van zijn doeken hangen in Gent (St.-Michielskerk en Museum voor Schone Kunsten).
In allerlei plaatsen, zoals Brussel (sinds 1851), Parijs (sinds 1868), Troyes, Cressely (Magny-les-Hameaux) en Voisins-le-Bretonneux zijn straten genoemd naar deze kunstenaar.
Philippe de Champaigne was een leraar van zijn neef Jean Baptiste.
- Auckland Art Gallery Toi o Tāmaki: 1168
- Biblioteca Nacional de España: XX1068544
- Bibliothèque nationale de France: cb12263241w (data)
- Biografisch Portaal: 29332023
- Catàleg d'autoritats de noms i títols de Catalunya: 981058518709406706
- CiNii: DA09275041
- Gemeinsame Normdatei: 119233096
- International Standard Name Identifier: 0000 0001 2118 4193
- KulturNav: dc23f3cd-2d7b-45d9-8bc3-68b2cc2c9729
- Library of Congress Control Number: n86871334
- Nationale Bibliotheek van Letland: 000248422
- MusicBrainz: c2c61406-d87e-4047-8c9f-97426b0ba6d7
- Nationale Bibliotheek van Tsjechië: ola2002150741
- Nationale bibliotheek van Australië: 35988552
- Nationale Bibliotheek van Israël: 987007442312205171
- Nationale Bibliotheek van Polen: a0000001810325
- Nederlandse Thesaurus van Auteursnamen: 070393583
- RKD-Nederlands Instituut voor Kunstgeschiedenis: 16305
- Istituto Centrale per il Catalogo Unico: REAV089200
- LIBRIS: 318502
- SNAC: w6kp89q5
- Système universitaire de documentation: 031413668
- Museum of New Zealand Te Papa Tongarewa: 32121
- Trove: 1174835
- Union List of Artist Names: 500115355
- Virtual International Authority File: 4917729
- WorldCat: E39PBJrRjgVQxVPxW6FtpR9dQq